# مدخل إلى نظرية المقياس
نظرية المقياس (بالإنجليزية: gauge theory)‏، وهي نوع من النظريات العلمية في الفيزياء. مقياس الكلمات يعني القياس الفيزيائي أو السُمك أو المسافة البينية كما في خطوط السكك الحديدية، أو عدد الوحدات الناتج لكل معلمة معينة (عدد الحلقات في بوصة من القماش أو عدد من كرات الرصاص في رطل من الذخيرة). تصف النظريات الحديثة القوى الفيزيائية من حيث المجالات، على سبيل المثال: المجال الكهرومغناطيسي، ومجال الجاذبية، والمجالات التي تصف القوى بين الجسيمات الأولية. السمة العامة لنظريات المجال هذه هي أنه لا يمكن قياس الحقول الأساسية بشكل مباشر؛ ومع ذلك يمكن قياس بعض الكميات المرتبطة، مثل: الشحنات والطاقات والسرعات. على سبيل المثال، لنفترض أنه لا يمكنك قياس قطر كرة الرصاص، ولكن يمكنك تحديد عدد كرات الرصاص المتساوية من جميع النواحي المطلوبة لعمل رطل. باستخدام عدد الكرات، والكتلة الأولية للرصاص، وصيغة حساب حجم الكرة من قطرها.
يمكن للمرء أن يحدد بشكل غير مباشر قطر كرة الرصاص الواحدة. في نظريات المجال يمكن أن تؤدي التكوينات المختلفة للحقول غير القابلة للرصد إلى كميات متطابقة يمكن ملاحظتها. يسمى التحول من تكوين حقل إلى آخر تحويل مقياس، نقص التغيير في الكميات القابلة للقياس ، على الرغم من تحول الحقل، هو خاصية تسمى مقياس الثبات. على سبيل المثال، إذا تمكنت من قياس لون كرات الرصاص واكتشفت أنه عندما تقوم بتغيير اللون فإنك لا تزال تتناسب مع نفس عدد الكرات في الرطل؛ فإن خاصية «اللون» ستظهر ثبات المقياس. نظرًا لأن أي نوع من الثبات في ظل تحول المجال يعتبر تناظرًاً فيزيائي، يُطلق على ثبات المقياس أحيانًا اسم تناظر المقياس. بشكل عام، أي نظرية لها خاصية قياس الثبات تعتبر نظرية قياس.
على سبيل المثال: في الكهرومغناطيسية يمكن ملاحظة المجالات الكهربائية والمغناطيسية E وB، بينما الجهدان V (الجهد) وA (الجهد المتجهي) لا يمكن ملاحظتهما. تحت تحويل المقياس الذي يضاف فيه الثبات إلى V، لا يحدث أي تغيير ملحوظ في E أو B.
مع ظهور ميكانيكا الكم في عشرينيات القرن الماضي، ومع التطورات المتتالية في نظرية المجال الكمي، ازدادت أهمية تحولات القياس بشكل طردي. نظريات القياس تقيد قوانين الفيزياء، لأن جميع التغييرات التي يسببها تحويل المقياس يجب أن تلغي بعضها البعض عند كتابتها من حيث الكميات التي يمكن ملاحظتها. على مدار القرن العشرين، أدرك الفيزيائيون تدريجيًا أن جميع القوى (التفاعلات الأساسية) تنشأ من القيود التي تفرضها تناظرات المقاييس المحلية، وفي هذه الحالة تختلف التحولات من نقطة إلى نقطة في المكان والزمان. تصف نظرية المجال الكمي المضطرب (تستخدم عادة لنظرية التشتت) القوى من حيث الجسيمات الوسيطة للقوة والتي تسمى بوزونات القياس. يتم تحديد طبيعة هذه الجسيمات من خلال طبيعة تحولات المقياس. تتوج هذه الجهود بالنموذج القياسي، وهي نظرية مجال كمومي تتنبأ بدقة بجميع التفاعلات الأساسية باستثناء الجاذبية.